# 구쓰키 쓰나사다
쿠츠키 츠나사다(일본어: 朽木綱貞 くつき つなさだ[*])는 탄바국 후쿠치야마번 6대 번주이자, 후쿠치야마번 쿠츠키가 7대 당주이다.

## 생애
쇼토쿠 3년 (1713년) 9월 16일, 쿠츠키 미치츠나 (朽木 迪綱, 초대번주 쿠츠키 타네마사의 6남)의 장남으로 태어났다. 교호 8년 (1723년) 11월, 큰아버지인 쿠츠키 타네하루의 계자(継嗣)가 된다. 미치츠나가 형인 타네하루의 양자가 되었었지만, 요절했기 때문이다. 그러나 교호 12년 (1727년), 츠나사다는 병약하다는 이유로 적자의 자리에서 폐출되었다. 타네하루는 대신 다른 조카 (어머니가 츠나사다나 미치츠나의 자매)인 토우츠나를 양자로 맞이했다. 그런데 이에 불만을 품은 가신단 가운데 일부가 츠나사다를 옹립해 가독 싸움으로까지 번졌다.
간포 3년 (1743년) 1월 18일, 토우츠나는 병 치료를 이유로 츠나사다를 양사자로 삼았다. 같은 해 5월 1일, 8대 쇼군 도쿠가와 요시무네를 배알했다. 같은 해 12월 21일, 종5위하 데와노카미에 서임된다. 후에 오이가시라로 바뀐다. 메이와 7년 (1770년) 10월 24일, 토우츠나의 사망으로 츠나사다가 가독을 이었다. 안에이 4년 (1775년) 2월 4일 오사카 카반에 명해진다.
이 시대의 후쿠치야마번은 이처럼 가독 다툼과 재정난이 일어나 혼란의 연속이었다. 그러나 핏줄만으로 옹립된 츠나사다는 카노 미치노부에게 그림을 배우고 「학고첩(学古帖)」 (후쿠치야마시 향토자료관 소장) 등의 작품을 남길 수 있는 문화적 재능은 있었지만, 정치적 능력이 부족해 번정 개혁에도 임하지 않았다고 한다. 안에이 9년 (1780년) 8월 5일, 은거하여, 양자인 노부츠나 (토우츠나의 친자)에게 가독을 물려주었다.
덴메이 8년 (1788년) 5월 31일, 76세의 나이로 사망하였다.

## 가족 관계
- 아버지 : 쿠츠키 미치츠나
- 어머니 : 불명
- 양아버지 : 쿠츠키 타네하루 (1665년 ~ 1741년), 쿠츠키 토우츠나 (1709년 ~ 1770년)

- 정실 : 없음
- 측실 : 오루이(お類)
- 생모 불명의 자녀
  - 장남 : 쿠츠키 마사츠나 (1750년 ~ 1802년) - 쿠츠키 노부츠나의 양자
- 양자
  - 아들 :쿠츠키 노부츠나 (1731년 ~ 1787년) - 쿠츠키 토우츠나의 장남

| 전임 쿠츠키 토우츠나 | 제6대 후쿠치야마번 번주 1770년 - 1780년 | 후임 쿠츠키 노부츠나 |